# Figure à l'ombrelle
Figure à l'ombrelle est un tableau du peintre français Henri Matisse réalisé en 1905 à Collioure, dans les Pyrénées-Orientales. Cette huile sur toile pointilliste représente une femme en robe longue tenant une ombrelle sur une côte. L'œuvre est conservée au musée Matisse de Nice, dans les Alpes-Maritimes.